# Титов, Александр Александрович
Александр Александрович Титов — советский хозяйственный деятель, полный кавалер ордена Трудовой Славы.

## Биография
Родился в 1951 году в поселке Озёрное. Член КПСС.
В 1973—1995 — тракторист Чаинского леспромхоза управления топливной промышленности Томского облисполкома.
Указами Президиума Верховного Совета СССР от 21 апреля 1975 года и 9 апреля 1981 года соответственно за досрочное выполнение социалистических обязательств награждён орденами Трудовой Славы III и II степеней.
За большой личный вклад в дело создания новых лесов, бережного использования природных ресурсов был в составе коллектива удостоен Государственной премии СССР за выдающиеся достижения в труде 1982 года.
Указом Президиума Верховного Совета СССР от 18 декабря 1986 года награждён орденом Трудовой Славы I степени, став полным кавалером ордена Трудовой Славы.
Умер в 1995 году в селе Гришкино Чаинского района Томской области.